# Fürstenzug

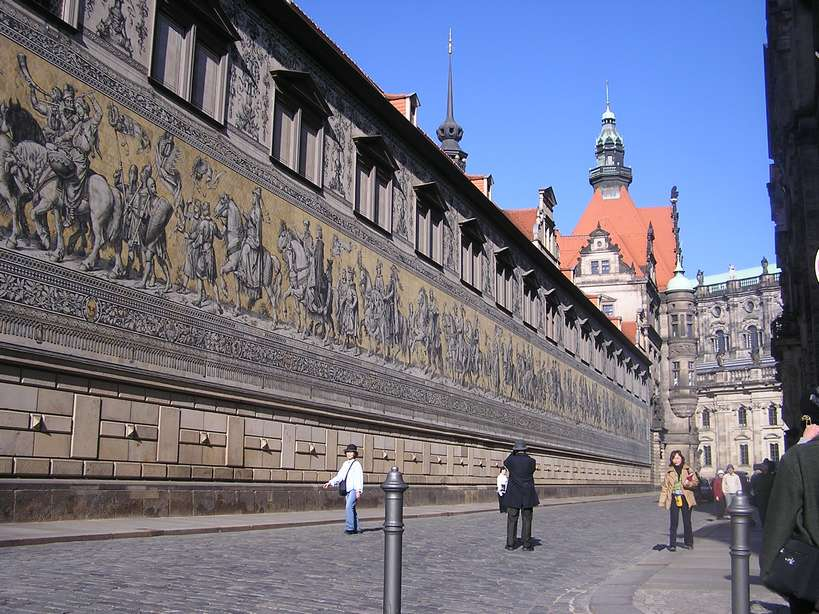
Il Fürstenzug in Augustusstraße

Il Fürstenzug (Corteo di principi) a Dresda in Germania, è un grande murale raffigurante una processione di tutti i regnanti di Sassonia. Venne dipinto tra il 1871 e il 1876 per celebrare l'800º anniversario dalla fondazione della Casata di Wettin, dinastia che regnò sulla Sassonia. A causa del fatto che era esposto agli eventi atmosferici sbiadì velocemente e venne rifatto, utilizzando circa 23.000 mattonelle di porcellana di Meissen, tra il 1904 e il 1907. Lungo 102 metri, è noto come la più grande opera d'arte in porcellana al mondo. Il murale mostra i ritratti di 35 margavi, Elettori, Duchi e Re della Casata di Wettin tra il 1127 e il 1904.
Il Fürstenzug è stato realizzato sulla parete esterna dello Stallhof (Cortile delle scuderie) del castello di Dresda.

## Storia
Dal 1589, la parete esterna del recentemente costruito Stallhof (Cortile delle scuderie) del Castello di Dresda, era già decorata con un affresco.
Nell'approssimarsi dell'800º anniversario dalla fondazione della Casata di Wettin, nel 1889, venne commissionato un altro grande murale che ricoprisse l'intera parete e venne dipinto dall'artista Wilhelm Walther tra il 1871 e il 1876. A causa del rapido deterioramento dell'affresco, venne rifatto utilizzando circa 23.000 tessere in porcellana di Meissen tra il 1904 e il 1907. Il murale rappresenta i 35 Margravi, Elettori, Duchi e Re di Sassonia da Corrado di Meißen, che regnò nel XII secolo, a Giorgio di Sassonia che fu re per soli due anni nel XX secolo. Gli unici mancanti sono Enrico I di Wettin (c. 1089) e l'ultimo re di Sassonia, Federico Augusto III, che regnò dal 1904 al 1918. Sono anche raffigurati 59 scienziati, artigiani, bambini e contadini.
Il bombardamento di Dresda del 13 febbraio 1945 lo danneggiò soltanto in piccola parte.

## Nobili raffigurati

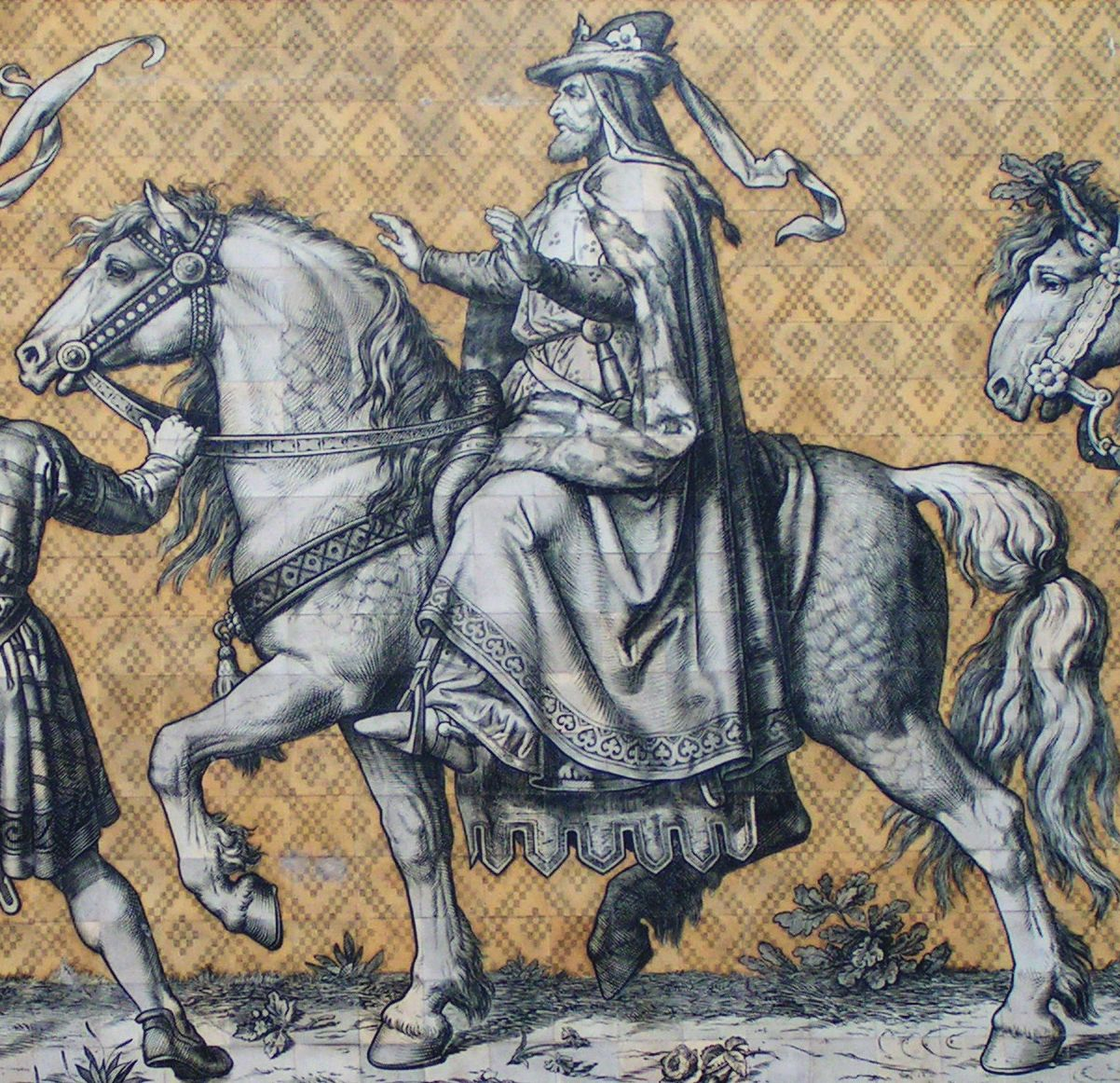
Corrado di Meißen, il primo regnante del corteo

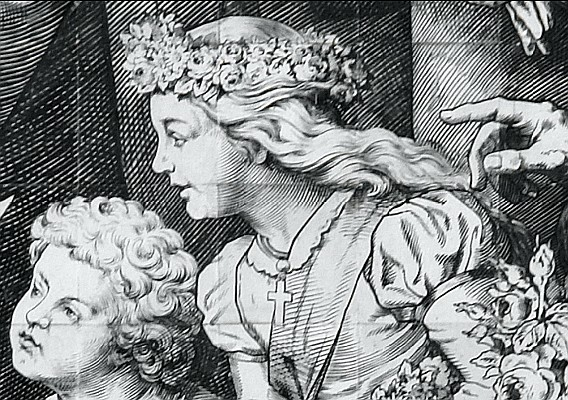
Una ragazza in un gruppo di bambini è l'unica figura femminile presente nel Fürstenzug

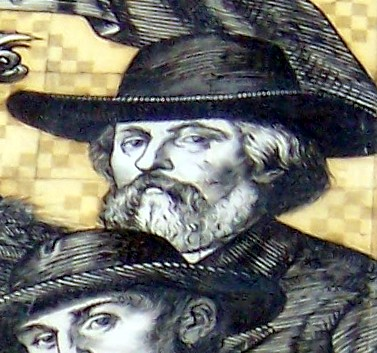
L'artista Wilhelm Walther, che lo dipinse, è l'ultima persona raffigurata nel corteo (Fürstenzug)

I regnanti sono raffigurati a cavallo accompagnati da fanti e popolazione. Il nome di ogni regnante è indicato sotto la sua immagine. Ognuno di loro indossa costumi dell'epoca.
- Corrado di Meißen (1127–1156)
- Ottone II di Meißen (1156–1190)
- Alberto I di Meißen (1190–1195)
- Teodorico I di Meißen (1195–1221)
- Enrico III di Meißen (1221–1288)
- Alberto II di Meißen (1288–1307)
- Federico I di Meißen (1307–1324)
- Federico II di Meißen (1324–1349)
- Federico III di Meißen (1349–1381)
- Federico I di Sassonia (1381–1428)
- Federico II di Sassonia (1428–1464)
- Ernesto di Sassonia (1464–1486)
- Alberto III di Sassonia (1486–1500)
- Federico il Saggio (1486–1525)
- Giovanni il Costante (1525–1532)
- Giovanni Federico I di Sassonia (1532–1547)
- Giorgio di Sassonia (1500–1539)
- Enrico IV di Sassonia (1539–1541)
- Maurizio I, Elettore di Sassonia (1547–1553)
- Augusto I di Sassonia (1553–1586)
- Cristiano I di Sassonia (1586–1591)
- Cristiano II di Sassonia (1591–1611)
- Giovanni Giorgio I di Sassonia (1611–1656)
- Giovanni Giorgio II di Sassonia (1656–1680)
- Giovanni Giorgio III di Sassonia (1680–1691)
- Giovanni Giorgio IV di Sassonia (1691–1694)
- Augusto II di Polonia (1694–1733)
- Augusto III di Polonia (1733–1763)
- Federico Cristiano di Sassonia (1763)
- Augusto II di Polonia (1763–1827)
- Antonio di Sassonia (1827–1836)
- Federico Augusto II di Sassonia (1836–1854)
- Giovanni di Sassonia (1854–1873)
- Alberto di Sassonia (1873–1902)
- Giorgio di Sassonia (1902–1904)

## Dimensioni
Il Fürstenzug è lungo 101.9 metri e alto 10.5. A causa delle 18 finestre presenti nella parte superiore, le mattonelle ricoprono soltanto 968 metri quadri. Ogni mattonella misura 20.5 centimetri per lato. Circa 23.000 mattonelle sono state impiegate per realizzare l'opera.